# Elènia de Noronha
L'elènia de Noronha (Elaenia ridleyana) és una espècie d'ocell de la família dels tirànids (Tyrannidae).

## Hàbitat i distribució
Habita boscos, matolls de l'illa de Fernando de Noronha.